# Taylor Averill
Pour les articles homonymes, voir Averill.
Taylor Averill est un joueur américain de volley-ball né le 5 mars 1992 à Portland. Il joue central.

## Palmarès

### En club
- Championnat de France Division A
  - Finaliste : 2019.
- Coupe de France
  - Finaliste : 2019.

### Équipe nationale
- Jeux olympiques
  -  : 2024.
- Championnat du monde
  -  : 2018.
- Ligue des nations
  -  : 2019.
  -  : 2018.
- Coupe panaméricaine
  -  : 2014.

### Distinctions individuelles
- 2019 : Meilleur central - Ligue des champions.